# Hans-Werner Wehling
Hans-Werner Wehling (* 28. Februar 1949 in Einbeck) ist ein deutscher Geograph und pensionierter Hochschullehrer an der Universität Duisburg-Essen.

## Leben
Nach dem Abitur am Staatlichen Gymnasium Wesel studierte er von 1967 bis 1973 die Fächer Anglistik, Geographie und Pädagogik an der Westfälischen Wilhelms-Universität Münster. 1971 legte er die Fachprüfung für das Lehramt an Realschulen ab und promovierte 1973 bei Hermann Hambloch zum Dr. phil. mit dem Thema „Das niederrheinische Land – die gegenwärtige und zukünftige Raumstruktur“. Er war seit 1975 wissenschaftlicher Assistent im Fach Geographie der Universität Gesamthochschule Essen und habilitierte sich 1983 mit der Schrift „Wohnstandorte und Wohnumfeldprobleme in der Kernzone des Ruhrgebiets“. 1985 übernahm er die Professur auf Zeit „Anthropogeographie/Sozioökonomische Grundlagen der Planung“. Seit 1991 war er Professor für „Geographische Landeskunde von Altindustrieländern“ an der Universität Gesamthochschule Essen bzw. seit 2003 an der Universität Duisburg-Essen. Nach seiner Pensionierung im Jahre 2014 vertrat er bis 2022 zunächst als Seniorprofessor, dann als Lehrbeauftragter das Fach „Stadtgeographie“ in den Studiengängen des Profilschwerpunkts „Urbane Systeme“ der Universität Duisburg-Essen.

## Funktionen (Auswahl)
Wehling ist Mitglied der Geographischen Kommission für Westfalen im Landschaftsverband Westfalen-Lippe. Von 2003 bis 2008 war er Vorsitzender der Geographischen Gesellschaft für das Ruhrgebiet e.V. und von 2008 bis 2013 Vorsitzender der Essener Gesellschaft für Geographie und Geologie e.V. (EGGG), deren Ehrenvorsitzender er seitdem ist. Seit 1986 ist er Fellow der Royal Geographical Society, London. Er war Mitherausgeber der Schriftenreihen „Essener Geographische Arbeiten“ und „Essener Geographische Schriften“.

## Werke (Auswahl)
- Das niederrheinische Land. Die gegenwärtige und zukünftige Raumstruktur. Diss., Münster 1973
- Wohnstandorte und Wohnumfeldprobleme in der Kernzone des Ruhrgebietes. Paderborn 1984 (= Essener Geographische Arbeiten, Bd. 9) ISBN 3-506-72309-X
- Werks- und Genossenschaftssiedlungen im Ruhrgebiet, 1844–1939, Band 1: Kreis Wesel. Essen 1990, ISBN 3-88474-344-9; Band 2: Duisburg-Rheinhausen / Duisburg Homberg / Ruhrort. Essen 1994, ISBN 3-88474-352-X
- Hrsg. mit Gustav Ihde: Hans Spethmann, Das Ruhrgebiet im Wechselspiel von Land und Leuten, Wirtschaft, Technik und Politik. Unveränderter Nachdruck herausgegeben im Auftrag der Geographischen Gesellschaft für das Ruhrgebiet, Essen aus Anlaß ihres 75jährigen Bestehens. 2 Bände, Essen 1995, ISBN 3-88474-287-6
- Der Fischer Deutschland Atlas. Umwelt, Politik, Wirtschaft, Kultur. Mit Birgit Sattler. Frankfurt 2001, ISBN 3-596-14911-8
- Großbritannien: Geographie, Geschichte, Wirtschaft, Politik. Darmstadt 2007, ISBN 978-3-534-14261-3
- Hrsg. mit Gustav Ihde: Hans Spethmann, Das Ruhrgebiet, Band 4 und 5. Erstveröffentlichung nachgelassener Manuskripte aus den Jahren 1935 bis 1940. Essen 2011, ISBN 978-3-8375-0336-4
- Gelsenkirchen. Stadtentwicklung, Strukturwandel und Zukunftsperspektiven. Münster 2014 (=Städte und Gemeinden in Westfalen. Band 14), ISBN 978-3-402-14940-9
- Annäherungen an die Industrielle Kulturlandschaft Ruhrgebiet: Prozesse und Strukturen – Zonen, Achsen und Systeme -In: ICOMOS: Hefte des Deutschen Nationalkomitees Jg. 62 (2016) S. 88 – 102, ISSN 2365-5623, ISSN 2365-5631
- Hrsg. mit Michael Farrenkopf, Stefan Goch und Manfred Rasch: Die Stadt der Städte. Das Ruhrgebiet und seine Umbrüche. Essen 2019, ISBN 978-3-8375-2053-8
- Stadt Herne. Münster 2023 (= Städte und Gemeinden in Westfalen. Band 30), ISBN 978-3-402-14956-0